# مسیح در برابر کاهن اعظم
مسیح قبل از کاهن اعظم نقاشی رنگ روغن روی بوم توسط هنرمند هلندی خرارد فن هونهورست است که در حدود سال ۱۶۱۷ خلق شده است. این تابلو هم‌اکنون در نگارخانه ملی لندن قرار دارد.  در این تصویر عیسی مسیح را در حال بازجویی توسط کاهن اعظم قیافا کمی قبل تر از تصلیب نشان می دهد.